# Intermezzo en ré mineur de Bruckner
L' Intermezzo en ré mineur (WAB 113) a été composé en 1879 par Anton Bruckner pour remplacer le scherzo du Quintette à cordes jugé trop difficile à exécuter.

## Historique
Bruckner acheva la composition de son Quintette à cordes en 1879 pour un quatuor dirigé par Josef Hellmesberger I. Hellmesberger trouva le « curieux et féérique scherzo » trop difficile pour les exécutants. Pour cette raison, Bruckner composa un Intermezzo d'une durée de huit minutes qu'il acheva le 21 décembre 1879,. L'Intermezzo (WAB 113) est dans la même tonalité (ré mineur) que la scherzo original et utilise le même Trio, mais son tempo est plus lent et il est moins difficile sur le plan technique.
Bien que l'Intermezzo avait été conçu comme une alternative moins difficile pour le scherzo, Hellmesberger décida en 1885 d'exécuter le Quintette avec le scherzo original.
Le manuscrit de l'Intermezzo a été retrouvé en 1900 — après la mort de Bruckner — dans la collection de son élève Josef Schalk. L'Intermezzo a été créé le 23 janvier 1904 à Vienne par le Fitzner Quartett lors d'un concert de la Wiener Akademischer Wagner-Verein. Il n'y a aucune mention d'une exécution antérieure en public.
Le manuscrit de l'Intermezzo est archivé à la Österreichische Nationalbibliothek. L'Intermezzo a été d'abord publié par Universal Edition à Vienne en 1913 sans son trio. Il est publié par Leopold Nowak dans une édition critique en 1963, en annexe au Quintette à cordes, dans le Volume XIII de la Bruckner Gesamtausgabe.

## Composition
Intermezzo, Moderato en 3/4 :
- Thème: mesures 1-42
- Développement: mesures 43-90
- Reprise: mesures 91-142

Trio, Langsamer en mi bémol majeur :
- Thème: mesures 1-8, avec répétition
- Développement: mesures 9-32
- Reprise:mesures 33-40

Intermezzo da capo al fine

« Der Intermezzo zeigt insgesamt eine stärkere Tendenz zum „Stimmungsbild“ mit harmonisch vielfältigen Schattierungen und weist in Melodik und Rhythmus immer wieder ländlerartige Züge auf. Einige Figuren sind dem Scherzo entnommen, es finden sich auch Parallelen zum Trio der Dritten Symphonie.

Traduction: L'Intermezzo fait montre d'une tendance plus marquée à l'impressionnisme avec ses variations harmoniques et, dans sa mélodie et son rythme, ses allures de Ländler. Quelques figurations sont reprises du scherzo et trouvent aussi leur parallèle dans le trio de la 3e symphonie. »

## Discographie
L' Intermezzo est parfois ajouté en complément aux enregistrements du Quintette à cordes. Étant donné que dans la première édition l'Intermezzo avait été publié sans le Trio, certains enregistrements sont ainsi sans Trio et reprise.
Le premier enregistrement a eu lieu en 1956 :
- Vienna Konzerthaus Quartet, Ferdinand Stangler (second alto). Bruckner: Quintet for Strings in F Major; Intermezzo for String Quintet. LP : Amadeo AVR 6030 - sans Trio.

Une sélection parmi les 15 autres enregistrements :

### Sans Trio
- L'Archibudelli, Anton Bruckner: String Quintet. Intermezzo. Rondo. String Quartet. CD : Sony Classical Vivarte SK 66 251, 1994 – sur instruments d'époque.
- Fine Arts Quartet, Gil Sharon (second alto). Bruckner: String Quintet in F Major / String Quartet in C Minor. CD : Naxos 8.570788, 2007.

### Avec Trio et reprise
- Vienna Philharmonia Quintet. String Quintet in F major, Intermezzo in D minor for string quintet. LP : Decca STS 15400, 1974.
- Sonare Quartett, Vladimir Mendelssohn (second alto). String Quintet in F major / Intermezzo in D minor. CD : Claves CD 50-9006, 1990
- Melos Quartett, Enrique Santiago (second alto). Bruckner – Streichquintett F-Dur. CD : Harmonia Mundi HMC 901421, 1992
- Raphaël Quartet, Prunella Pacey (second alto). Bruckner: String Quintet; Rondo; Intermezzo. CD : Globe 5078, 1992
- Vienna String Quintet, Bruckner: String Quintet in F, Intermezzo in D.. CD : Camerata 30CM-399, 1994
- Quatuor à cordes de Leipzig, Hartmut Rohde (second alto). Bruckner: String Quintet F major / String Quartet C minor. CD : MDG 307 1362-2, 2005.
- Fitzwilliam Quartet, James Boyd (second alto). Anton Bruckner: String Quintet / String Quartet. CD : Linn LC 11615, 2011 – sur instruments d'époque
- Bartholdy Quintet, Bruckner – Zemlinsky String Quintets – CD : CAvi Musique 8553348, 2013

## Sources
- Anton Bruckner: Sämtliche Werke: Band XIII/2: Streichquintett F-Dur / Intermezzo d-Moll, Musikwissenschaftlicher Verlag der Internationalen Bruckner-Gesellschaft, Leopold Nowak (Ed.), Vienne, 1963 ; édition révisée par Gerold G. Gruber, 2007
- Cornelis van Zwol, Anton Bruckner 1824-1896 – Leven en werken, uitg. Thot, Bussum, Pays-Bas, 2012.  (ISBN 978-90-6868-590-9)
- Uwe Harten, Anton Bruckner. Ein Handbuch. Residenz Verlag, Salzbourg, 1996.  (ISBN 3-7017-1030-9)